# Claridade (álbum de Alcione)
Claridade é um álbum de estúdio da cantora brasileira Alcione, lançado em 1999. O álbum é um tributo à carreira da também cantora Clara Nunes, falecida em 1983, e também tida como um das maiores intérpretes do samba. Aclamado por público e crítica, foi indicado ao Grammy Latino de Melhor Álbum de Samba/Pagode.

## Descrição
O álbum Claridade, também comercializado como Claridade - Um Tributo a Clara Nunes, é um projeto em homenagem a cantora brasileira Clara Nunes, falecida em 1983. Clara Nunes, assim como a própria Alcione e também Beth Carvalho, foram durante muitos anos as principais vozes do samba, sendo referidas pela imprensa como o "ABC do Samba". No álbum, Alcione, sua amiga pessoal de longa data, regrava sucessos de seu repertório. Algumas faixas, como "Mineira/Morena de Angola" e "Conto de areia", receberam arranjos mais modernos em contraposição a marcação genuína do samba nas produções de Clara Nunes.
O título do álbum também é uma nítida referência ao nome da artista homenageada, sendo também o seu apelido entre fãs e amigos. Na capa, Alcione segura uma bola de cristal, que pode ser identificada com a crença religiosa de ambas, além de uma jogada de sentidos com o próprio nome da cantora.

## Lista de faixas
| N.º | Título                     | Compositor(es)                                                      | Duração |  |
| 1.  | "Mineira/Morena de Angola" | Paulo César Pinheiro, João Nogueira; Chico Buarque                  | 4:01    |  |
| 2.  | "Ê Baiana"                 | Miguel Pancrácio, Ênio Santos Ribeiro, Baianinho, Fabrício da Silva | 3:06    |  |
| 3.  | "Sem Companhia"            | Ivor Lancellotti, P. C. Pinheiro                                    | 3:51    |  |
| 4.  | "Juízo Final"              | Élcio Soares, Nelson Cavaquinho                                     | 2:55    |  |
| 5.  | "Canto das Três Raças"     | P. C. Pinheiro, Mauro Duarte                                        | 4:51    |  |
| 6.  | "Conto de areia"           | Toninho, Romildo                                                    | 4:59    |  |
| 7.  | "Portela na Avenida"       | P. C. Pinheiro, Mauro Duarte                                        | 4:10    |  |
| 8.  | "À Flor da Pele"           | Clara Nunes, P. C. Pinheiro, Maurício Tapajós                       | 3:04    |  |
| 9.  | "Novo Alvorecer"           | Dona Ivone Lara, Délcio Carvalho                                    | 3:43    |  |
| 10. | "O mar serenou"            | Candeia                                                             | 3:42    |  |
| 11. | "Feira de Mangaio"         | Glorinha Gadelha, Sivuca                                            | 3:36    |  |
| 12. | "Menino Deus"              | P. C. Pinheiro, Mauro Duarte                                        | 3:58    |  |
| 13. | "Tristeza Pé no Chão"      | Armando Fernandes                                                   | 3:13    |  |
| 14. | "As Forças da Natureza"    | P. C. Pinheiro, J. Nogueira                                         | 5:28    |  |